# Awka
Awka je glavni grad nigerijske savezne države Anambra. Nalazi se na jugu Nigerije, 410 km istočno od Lagosa i 310 km južno od Abuje. Leži u plodnoj tropskoj dolini, na oko 150 metara nadmorske visine.
Prema popisu iz 1991., Awka ima 104.682 stanovnika.